# María Seoane
María Seoane (Buenos Aires, 25 de enero de 1948-Buenos Aires, 27 de diciembre de 2023) fue una periodista y escritora argentina. Publicó trece libros con base en la historia argentina. Fue directora de la Radio Nacional desde 2009 hasta su renuncia el 21 de diciembre de 2015. Integró el espacio Comunicadores de la Argentina (COMUNA). Fue directora de Contenidos Editoriales del Centro Cultural Caras y Caretas en el grupo editorial Octubre.

## Biografía
Fue dirigente estudiantil en la universidad donde estudiaba Ciencias económicas; tuvo un primo secuestrado y partió al exilio. Fugó rumbo a Brasil, Italia y Suiza hasta que recaló en México. Allí trabajó como periodista. Presidió la Casa Argentina de Solidaridad. Hizo sus primeras incursiones en cine documental. Regresó a su país hacia febrero de 1984, cuando Horacio Verbitsky le consiguió su primer empleo en una revista.
Su experiencia internacional la llevó a colaborar con medios de otros países; integró el jurado del Premio Casa de Las Américas (Cuba, 1991), coordinó talleres de periodismo para las Universidades de San Andrés y de Columbia, fue consultora en la Organización de Estados Americanos (OEA) y elaboró informes para la Comisión Interamericana de Derechos Humanos (CIDH).

## Académicas
Estudió economía —aunque no se recibió— en la Universidad de Buenos Aires; fue docente en el máster de Periodismo de la cátedra de Investigación Periodística de la Universidad de San Andrés y en la Universidad de Columbia (Estados Unidos).
Fue consultora de la OEA y elaboró los informes sobre libertad de expresión para la Comisión Interamericana de Derechos Humanos.

## Trayectoria
En el periodismo se desempeñó como: 
- redactora de política nacional de la revista El Periodista de Buenos Aires (1985-1989) y de diario Sur (1989-1990);
- redactora jefe de la Sección Argentina de la Revista Noticias (1992-1994);
- prosecretaria de redacción de política nacional (a partir de 1994)
- directora del suplemento Zona del diario Clarín (1998).

Ha publicado colaboraciones en: 
- revista Di de México,
- diarios Uno Más Uno y El Universal (México) y
- revista Nueva Sociedad, de Turín.

## Militancia
En la década de 1990, integró el grupo de la Asociación Periodistas, desde la cual en 2002 firmó una solicitada que criticaba la detención de Ernestina Herrera de Noble por el juez Roberto Marquevich, por la supuesta apropiación de dos hijos de desaparecidos.
Durante el gobierno de Néstor Kirchner, fue directora de la revista Caras y Caretas. En 2009, durante el mandato de Cristina Fernández, pasó a ser directora ejecutiva de Radio Nacional.
Integraba el espacio COMUNA, a favor de una comunicación democrática y en defensa de la Ley de Servicios de Comunicación Audiovisual.
En 2018, al recibir la declaración de Personalidad Destacada de la Cultura de la Ciudad en la Legislatura, señaló: 

"El periodismo de guerra es una de las prolongaciones del Estado terrorista y el diseño del neoliberalismo, el reino feroz de las corporaciones, en la comunicación. Es una dictadura simbólica sobre las cabezas, la parte más esencial en cuanto a la definición de la libertad de las personas. Considera a los ciudadanos como un objetivo militar, pero capturando y colonizando su subjetividad para confundir y someter. Sirve a los intereses de las corporaciones económicas y gobiernos para los que actúa, vulnerando, con información falsa, manipulada, el derecho de los ciudadanos a elegir en libertad. Aspiro y lucho para que a nivel nacional e internacional podamos sancionar como violatorio a los derechos humanos ese tipo de periodismo, tan ejercido en estas tierras y en otras de nuestra querida Latinoamérica, por las corporaciones mediáticas y su ejército de comunicadores”.

## Obras
Es autora de los siguientes libros:
- La noche de los lápices (1ª edición). Contrapunto. 1986. ISBN 978-950-47-0000-5. En coautoría con Héctor Ruiz Nuñez.
- Menem 1989-1990: la patria sociedad anónima. Libros de Gente Sur. 1990. OCLC 83637370. Prólogo de Eduardo Grüner.
- Todo o nada: La historia secreta y la historia publica del jefe guerrillero Mario Roberto Santucho (1ª edición). Planeta. 1992. ISBN 978-950-742-122-8.
- El burgués maldito. Biografía de José Ber Gelbard (1ª edición). Editorial Planeta. 1998. ISBN 978-950-742-902-6.
- El dictador: Historia secreta y pública de Jorge Rafael Videla. Sudamericana. 2001. ISBN 978-950-07-1955-1. En coautoría con Vicente Muleiro.
- El saqueo de la Argentina (1ª edición). Sudamericana. 2003. ISBN 978-950-07-2353-4.
- Argentina el siglo del progreso y la oscuridad (1ª edición). Planeta. 2004. ISBN 978-950-49-1208-8.
- Nosotros: Apuntes sobre pasiones, razones y trampas de los argentinos entre dos siglos (1ª edición). Sudamericana. 2005. ISBN 978-950-07-2633-7.
- Buenos Aires historia de una ciudad (1ª edición). Planeta. 2007. ISBN 978-950-49-1738-0. En coautoría con Mario Rapoport.
- Amor en la Argentina (1ª edición). Planeta. 2007. ISBN 978-950-49-1781-6.
- El enigma Perrota: de hijo del poder a informante del ERP - La historia secreta del dueño de "El Cronista Comercial" desaparecido por la dictadura militar. Sudamericana. 2011. ISBN 978-950-07-3675-6.
- Bravas: Alicia Eguren de Cooke y Susana Pirí Lugones - dos mujeres para una pasión argentina. Sudamericana. 2014. ISBN 978-950-07-4739-4.
- El nieto: la trágica y luminosa historia de Ignacio "Guido" Montoya Carlotto, robado por la dictadura y recuperado por Abuelas de Plaza de Mayo. Sudamericana. 2015. ISBN 978-950-07-5205-3. En coautoría con Roberto Caballero.

También publicó estos Cuadernos de Caras y Caretas: 
- La noche de los bastones largos (2006)
- La noche de la dictadura (2006)
- Evita, esa mujer (2007)
- Rodolfo Walsh, la palabra no se rinde (2007)
- La tragedia y la comedia en la Argentina (2008)
- El Cordobazo (2009)

## Cine
Su primer libro, La noche de los lápices, fue llevado al cine con el mismo título por el director argentino Héctor Olivera.
Ha incursionado en el séptimo arte con la dirección del documental Gelbard, historia secreta del último burgués nacional (junto con Carlos Castro, 2006), sobre el exministro de Economía José Ber Gelbard.
También dirigió la película de animación Eva de la Argentina (2011), centrado en los personajes históricos de Eva Perón y Rodolfo Walsh. La Nación la consideró un relato simplista que no logra su cometido de mostrar un peronismo sin contradicciones.

## Premios y reconocimientos
- 1991: Libro del Año (elegido desde la crítica argentina) por Todo o nada. Biografía de Santucho.
- 1994: Premio Konex 1994 (Letras): Diploma al mérito en la categoría Biografías y Memorias.[9]
- 1998: Premio Rey de España 1998[10] por su investigación en Clarín sobre el golpe militar de 1976 en la Argentina[11]
- 2000: Premio Julio Cortázar de la Cámara Argentina del Libro.
- 2000: Premio a la Trayectoria de la Fundación Henry Moore.
- 2002: Premio Rodolfo Walsh (Facultad de Periodismo y Comunicación de la Universidad Nacional de La Plata).
- 2003: Premio a la Trayectoria como Mujer Destacada.
- 2003: Premio Julio Cortázar.
- 2003: Premio Al Maestro con Cariño.
- 2018: Personalidad Destacada de la Cultura de la Ciudad.[12]
- 2021: Ciudadana Ilustre de la Ciudad Autónoma de Buenos Aires por la Legislatura de la Ciudad Autónoma de Buenos Aires en reconocimiento a su trayectoria como periodista y escritora.[13]
- 2022: Homenaje junto a otras catorce profesionales de los medios,[14] por parte del colectivo Periodistas Argentinas, en tanto referente e inspiradora. Este reconocimiento le fue otorgado el 8 de marzo en el marco del Día Internacional de la Mujer.[15]